# Joakim Runnemo
Joakim Runnemo (* 18. Dezember 1986) ist ein schwedischer Fußballspieler. Der Stürmer schaffte mit IF Brommapojkarna zweimal den Aufstieg in die Allsvenskan.

## Werdegang
Runnemo begann mit dem Fußballspielen bei Värmdö IF. Über die Jugendabteilung von Nacka FF kam er 2002 zu IF Brommapojkarna. Hier spielte er zunächst in den Jugendmannschaften des Klubs.
2005 rückte Runnemo in die Männermannschaft auf. In seiner ersten Spielzeit für den Klub in der Superettan bestritt er 21 der 30 Saisonspiele, wobei er zwölfmal in der Startelf stand. In der Zweitligaspielzeit 2006 konnte er sich als Stammspieler etablieren. Mit sieben Toren in 26 Saisonspielen trug er zum Erreichen des dritten Tabellenranges bei, der die Qualifikation zu den Relegationsspielen um den Erstligaaufstieg gegen BK Häcken berechtigte. Nachdem das erste Duell mit dem Erstligisten mit einem 2:0-Erfolg geendet hatte, erzielte er im Rückspiel den 2:1-Siegtreffer, der endgültig den erstmaligen Aufstieg in die schwedische Eliteserie bewerkstelligte.
Am ersten Spieltag der Spielzeit 2007 gelang Runnemo in der 2. Spielminute im Stockholmer Lokalderby gegen Djurgårdens IF der erste Erstligatreffer des Klubs, der zum 1:0-Auftaktsieg reichte. Dies blieb jedoch sein einziges Tor im Saisonverlauf und am Ende der Spielzeit musste er mit der Mannschaft um Spieler wie Kristoffer Björklund, Albin Ekdal und Olof Guterstam als Tabellenletzter aufgrund des schlechteren Torverhältnisses gegenüber Trelleborgs FF in die Zweitklassigkeit absteigen. Dort erzielte er in 29 Saisonspielen neun Tore, so dass er mit der Mannschaft erneut als Tabellendritter die Aufstiegsspiele erreichte. Dieses Mal setzte sie sich nach einem 0:0-Remis im heimischen Grimsta IP und einem 1:1-Auswärtsunentschieden dank der Auswärtstorregel gegen Ljungskile SK durch und feierte die direkte Wiederkehr ins Oberhaus.
In der Erstliga-Spielzeit 2009 stand Runnemo in knapp der Hälfte der Saisonspiele in der Startformation, da er im Sommer kurzzeitig verletzungsbedingt ausfiel. Mit vier Saisontoren trug er zum Klassenerhalt des Klubs als Tabellenzwölfter bei. Im folgenden Jahr verpasste er jedoch mit der Mannschaft den Klassenerhalt und verkündete kurz nach Feststehen des Abstiegs angesichts eines auslaufenden Vertrages seinen Abschied vom Klub.
Im Februar 2011 heuerte Runnemo beim Zweitligisten Ljungskile SK an. Unter Trainer Tor-Arne Fredheim erreichte er mit der Mannschaft in seiner ersten Spielzeit den achten Tabellenplatz, hinter dem neunfachen Torschützen Gabriel Altemark-Vanneryr lag er mit sieben Saisontoren am Saisonende in der vereinsinternen Torschützenliste gleichauf mit Alexander Mellqvist auf dem zweiten Rang. Im Laufe seines zweiten Jahres verlor er seinen Stammplatz, war aber dennoch mit sechs Torerfolgen am Erreichen des fünften Tabellenplatzes beteiligt.
Zum Jahreswechsel 2012/13 verließ Runnemo Ljungskile SK und heuerte beim Drittligisten IK Sirius an. Beim von seinem ehemaligen Trainer von IF Brommapojkarna, Kim Bergstrand, betreuten Klub unterzeichnete er einen Zwei-Jahres-Vertrag.